# Birokracija
Birokracija (francuski: bureaucratie) je termin kojim se označava vladavina uprave, zapravo administrativnog osoblja koje radi po uredima (biroima) državne uprave, ali i svake velike organizacije. Oni nisu izabrani na nekim izborima, ali kako dugo rade na istim položajima često imaju veću moć (i znanje) od svojih pretpostavljenih legalno izabranih političkih vođa.
Ukratko rečeno birokracija je administracija svih organa države, od lokalne do nacionalne razine. Pojam se odnosi na tip organizacije, koju karakteriziraju njeni službenici koji rade pod jedinstvenim pravilima i procedurama, s jasnom hijerarhijskom strukturom zapovjedanja. Svi oblici vlasti neke države osnivaju vlastitu birokraciju koja upravlja njenim ministarstvima, agencijama, uredima, komisijama i odjelima.
Termin se također može odnositi na upravljanje poduzećima ili ustanovama, koje vrši određeni broj službenika. Jer korporacije, banke, bolnice, crkve pa čak i dobrotvorne ustanove, moraju imati neki oblik upravljanja u kom su plaćeni direktori i njihovo osoblje.
Danas se riječi birokracija i birokrat sve češće upotrebljavaju u pogrdnom smislu za neefikasnu javnu upravu i lošeg, sporog i nemotiviranog činovnika. 

Pretjerana birokratizacija društva stavlja pravila iznad čovjeka i uglavnom se odnosi prema njemu kao prema objektu. 

## Etimologija
Termin birokracija skovao je sredinom 18. stoljeće francuski filozof Vincent de Gournay kao sintagmu od riječi bureau = ured (biro), pisaći stol + cratie = vladati, od starogrčke riječi krátos κρατός. Termin birokracija se počeo širiti iz Francuske od 1818. po ostalom svijetu.

## Karakteristike
Birokracijom i njezinom pojavom, se najviše bavio njemački sociolog Max Weber (1864. – 1920.), koji je opisao idealne karakteristike birokracije i ponudio objašnjenje za povijesnu pojavu birokratskih institucija. One su bilo nužno zlo, ali ipak puno naprednija forma upravljanja od dotadašnjih. 

Po Weberu birokracija je tehnički najdotjeranija forma organizacije, zbog svoje specijalizirane stručnosti, sigurnosti, kontinuiteta i jedinstva. Birokracija se kao poželjni oblik organizacije, pojavila s rastom novčane privrede (što je u konačnici rezultiralo razvojem kapitalizma). Njoj je za njeno poslovanje (novčane transakcije) trebala bezlična, pravno potkovana i racionalna uprava. Ubrzo nakon tog su nastale i brojne korporacije (dioničarska društva) čija je birokratska organizacija bila opremljena obrađivati različite zahtjeve kapitalističke proizvodnje efikasnije od malih proizvođača. Po Weberu osnovne karakteristike birokracije su slijeće;

### Pravna nadležnost i precizna podjela rada
Pravna nadležnost je ključni element birokratske organizacije, koja je sastavljena od pojedinačnih odjela s jasno definiranim odgovornostima. U osnovi tog koncepta je specijalizacija svakog pojedinog odjela i pojedinca u njemu, - svatko je zadužen za određeni dio posla, za koji je specijaliziran i obučen, i za koji je odgovoran organizacijskoj hijerarhiji. Takva podjela rada omogućuje odjelima i njihovim službenicima da ovladaju svojim poslom do detalja i da zadatke obavljaju rutinski. Iako je takva podjela rada vrlo efikasna, ona može dovesti do brojnih patoloških pojava, jer se često problemi koji nisu u djelokrugu rada nekog od ureda ili pojedinog službenika u njemu - odbijaju rješiti već se prebacuju iz odjela u odjel. Pri tome svaki odjel štiti svoj interes, i odbija odgovornost za nastale štete - pravdajući se da to nije u djelokrugu njihove nadležnosti.

### Hijerarhija autoriteta (komandiranje i kontrola)
Birokracija ima jasnu liniju zapovijedanja i kontrole. Birokratska organizacija formirana je strogo hijerarhijski, s piramidalnom strukturom odgovornosti, koja ide od vrha prema dnu. Autoritet je ljepilo koje drži na okupu raznolikost i sprječava odjele u nedozvoljenim radnjama. Ta karakteristika birokratske organizacije ima najviše kritičara, vrlo je raširena predožba da hijerarhijska organizacija ubija svaku kreativnost i potencira ulizničko ponašanje prema nadređenima, koji rade na temelju predpostavki što njihov nadređeni od njih očekuje.

### Kontinuitet
Kontinuitet je još jedan ključni element birokratske organizacije. Racionalna pravno utemeljena uprava zahtijeva jedinstvena pravila i procedure s pisanim pravilama i službenim ponašanjem. Birokratska upornost da sve arhivira (sve svoje prošle radnje) daje i samoj organizaciji memoriju, pa ona može slijediti sve svoje presedane i standardne operativne postupke. Sposobnost da koristi standardne operativne postupke prilikom svakog novog predmeta svog rada, čini birokratsku organizaciju efikasnom i ekonomičnom. To omogućuje i samoj organizaciji kontinuitet, a time i nezavisnost od bilo kakvog konkretnog vodstva. U cjelini, kontinuitet je od vitalnog značaja za organizacijsku sposobnost birokracije, jer ona tim čuva svoj identitet, pa čak i svoju kulturu. Bez arhive, bilo bi nemoguće održavati postupke utemeljene na zakonitosti. Ipak kontinuitet također ima i svoju negativnu stranu, jer se organizacija može ponašati predvidljivo i konzervativno ili što je još gore samo refleksno. Kontinuitet također može dovesti birokraciju da ponovlja postupke i radnje koje mogu biti nepravilne i loše, pa vremenom mogu kumulirati do usijanja.

### Profesionalizam
Profesionalizacija uprave, jedan od osnovnih elemenata birokracije, pa se od njenih službenika zahtijeva puno radno vrijeme posvećeno isključivo svojim upravljačkim odgovornostima. Državna služba u vladinim tijelima - često se smatra trajnom vladom - koja stvarno vlada, za razliku od prolaznih političara koji služe samo za ograničeno vrijeme, na zadovoljstvo biračkog tijela u demokratskim političkim sistemima.
Po poduzećima i drugim nevladinim birokratskim organizacijama, radi profesionalni kadar menadžera. Profesionalizacija povećava stručnost i kontinuitet takvih organizacija. Čak i kad su organizacije privremeno obezglavljene ili ih zadesi previranje u rukovodstvu, profesionalni kadar pomaže u održavanju organizacijske ravnoteže. Vrline profesionalizacije su jasne, bez profesionalnog kadra, organizacija će patiti od krize izazvane nekompetencijom. Profesionalizacija time doprinosi vrhunskoj tehničkoj stručnosti, za koju je Weber tvrdio da je upravo ona - zaštitni znak birokratske organizacije.
Unatoč vrlina, profesionalizacija također nosi potencijalne rizike. Često profesionalni kadar rukovodećih stručnjaka sam postaje tajni izvor moći, jer ima vrhunska znanja u odnosu na one koji su njegovi nominalni ali samo privremeni nadređeni. Na temelju većeg organizacijskog iskustva, poznavanja detalja i poznavanja materije, profesionalni birokrati mogu ostvariti snažan utjecaj na odluke svojih nadređenih rukovodilaca (izabranih političara), i praktički manipulirati njima po vlastitoj volji. Postojanje snažnih birokrata postavlja pitanja povjerenja i odgovornosti, naročito u demokratskim sistemima, gdje su birokrati nominalno samo sluge (agenti) svojih vođa, ali njihovo superiorno poznavanje materije do u detalje, stavlja ih u poziciju nezamjenjivosti. Osim toga, iako stalni kadar funkcionera donosi stručnost i poznavanje materije do detalja i tako olakšava donošenje odluka, on također produbljuje urođeni konzervativizam birokracije. Stalni birokratski kadar je obično skeptičan prema novinama, jer je bit birokratske organizacije, da nekadašnje novine pretvara u svakodnevnu rutinu. Profesionalni birokrati, bili oni u javnom ili privatnom sektoru, također imaju tendenciju da favoriziraju organizacijski status quo, jer su njihova ulaganja (npr., školovanje i status) vezani uz to. Dakle što je kadar profesionalniji, to se više opire vanjskim uticajima.

### Pravila
Pravila su krvotok birokratske organizacije, pružajući joj racionalni i kontinuirani temelj za njene postupke i operacije. Arhiva organizacije daje joj uvid u prikupljena pravila. Birokratske odluke i prije svega - postupci su utemeljeni na kodificiranim pravilima i presedanima. Iako većina ljudi ne voli pravila, jer ih sputavaju, postojanje pravila je karakteristika pravno-racionalnih autoriteta, dajući im poziciju u javnosti - da njihove odluke nisu proizvoljne, da standardizirane postupke nije lako zaobići, te da se pravila moraju poštovati. Pravila su srž birokracije, ali su također prokletstvo lidera koji žele napraviti nagle promjene.
Pravila onemogućuju proizvoljno ponašanje, ali ona također mogu biti strahovita kočnica za rješavanje problema. Gomilanje pravila ponekad dovodi do bujanja nedosljednosti, pa procedure potrebne za izmjenu bilo kojeg elementa statusa quo - može postati izuzetno težak zadatak, zbog slijepog robovanja pravilima, što je karakteristika birokracije. Zbog tog se i misli da strogo pridržavanje pravila ograničava sposobnost birokracije da se prilagodi novim okolnostima. Nasuprot tome - tržište, može raditi s vrlo malo pravila, ali se brzo prilagođava novonastalim situacijama. Ipak većina velikih poslovnih organizacija su organizirane po birokratskom modelu, jer hijerarhija i podjela odgovornosti smanjuju troškove donošenja odluka.

### Impersonalnost i objektivnost
Birokrati se prema strankama odnose kao prema objektima, a ne kao prema osobama, jer su osjećaji isključeni iz službenog djelovanja i ne smiju utjecati na odluke.
I Karl Marx se bavio proučavanjem birokracije, po njemu ona ne pripada klasi kapitalista - jer nema sredstva za proizvodnju, a nije ni proleterijat, već je samo posrednik između jednih i drugih. Ali je svojim položajem privilegirani sloj, koji u ime viših društvenih interesa, koristi autorit države da u tajnosti ostvari svoje ciljeve. Tako da je imaginarna država u državi.

## Povijest nastanka

### Birokracija i država
Sve forme vladanja zahtijevaju administrativni aparat - upravu, ali je samo u posljednjih nekoliko stoljeća - birokratski oblik postao relativno čest.Iako je sam Weber uočio neke oblike birokratske uprave u Drevnom Egiptu, u kasnijim fazama Rimskog Carstva, u Rimokatoličkoj crkvi, na dvoru Carske Kine, ipak je birokracija svoj uspon doživila rađanjem modernih nacionalnih država, kad je birokratizirana uprava, i uvedeno stalno činovništvo. Od tada se izgradnja države identificirala s povećanjem stručnosti njenog birokratskog aparata i statusom svojih stalnih funkcionara.
Razvoj birokracije je pratio sposobnost države da proširi doseg svoje vlasti i ujedini svoje teritorije pod jedinstvenim suverenitetom. Uspostavljanje redovnog upravnog kadra bio jasan znak vlasti za upravno jedinstvo i znak njene sposobnosti da provede svoja rješenje. Ono što je naizgled paradoksalno birokratizacija države, obično daje osnovu za njenu daljnju demokratizaciju jer eliminira feudalne, plutokratske i imovinske osnove administracije. U nekim državama ona je izrasla iz težnje da se slomi moć i uticaj provincijske aristokracije, i poveća uticaj kralja i dvora i tako ujedini državu. Primjer za to je Francuska za vrijeme vladavine Luja XIV. (1643. – 1715.). Ona je izgradila snažnu profesionalnu državnu administraciju odgovornu za javne radove, vođenje prihoda, i podršku ambicijama dvora. 
Japan je za vrijeme Meiji restauracije (1868. – 1912.), izgradio je snažnu birokraciju, koja je centralizirala državu i oslabila aristokraciju. S druge strane u Velikoj Britaniji je moćna aristokracija i dalje držala položaje u državnoj upravi na amaterskoj osnovi sve do kraja 19. stoljeća, kad se profesionalizirao rad u državnoj upravi. U Sjedinjenim Američkim Državama profesionalna državni aparat nije postojao na federalnoj razini, sve do 1883., a po mnogim saveznim državama se pojavio tek puno kasnije. Pa i danas je moderna birokracija na federalnoj razini, čudna mješavina kompliciranog sistema političke vlasti.

### Reforme birokracije
Odavno većina vlada, nastoji reformirati svoju birokraciju, naročito nakon evidentnih neuspjeha (nakon nesposobnosti da riješe krize ili da efikasno djeluju u ratu) ali i kao nasušnu potrebu da stvore univerzalni sistem koji bi mogao upravljati, mirovinskim osiguranjem, zdravstvom ili obrazovanjem, a sve to zahtijeva efikasnije organizacije. Negdje do kraja 20.stoljeća, administrativne reforme provedene u brojnim državama svijeta, ojačale su pozicije meritokracije i birokracije kako bi se zaštitile protiv zloćudnih utjecaja korupcije, nedostatka odgovornosti i pokroviteljstva. 
Od 1980-ih postoje i reformski napori po zemljama razvijenog Zapada, koji teže za decentralizacijom i većim uticajem tržišta pri donošenju odluka. Pa se u skladu s tim reformira i državni birokratski aparat, - uvode se menedžeri na ugovor, u zamjenu za državne službenike s punim radnim vremenom, sve u cilju veće fleksibilnosti i prilagodljivosti na nove izazove.
S druge strane birokracija u zemljama u razvoju, daleko je od Weberovog ideala, niti ima razinu stručnosti koja je po Weberu glavna karakteristika birokracije. Razlozi su brojni, a jedan od najčešćih je da vlade tih zemalja nemaju dovoljno sredstava da ih plate, pa su oni skloni korupciji, a kao najmanje zlo im je da izbjegavaju svoj posao, i bave se drugim unosnijim stvarima. Nepostojanje snažnog profesionalnog kadra birokrata, istovremeno generira pojavu da se u državnu službu prima političke pristaše i tako plaća njihova vjernost, ali i istovremeno kažnjava opoziciju.
Mnogi od problema u zemljama u razvoju, prelijevaju se i na razvijenije zemlje, iako ne tako puno.
Reforme birokracije u zemljama u razvoju, imaju za cilj da je usmjere u smjeru veberovskih ideala, kao aparat koji se drži standarda, redovitih procedura i ima odgovornost. Nasuprot tome -bogatije zemlje stavljaju naglasak, na smanjenju administrativnih formalizama, broja pravila i povećanje diskrecije i efikasnosti.
Birokracije su nabujale u svim zemljama svijeta nakon Drugog svjetskog rata - tako da u nekim zemljama čak preko 70 % svih zaposlenih radi u birokraciji. Ta pojava ozbiljno remeti ekonomije tih zemalja, pa ispada da slabašno tijelo njihovih ekonomija nije u stanju hraniti vlastitu glavu - koja je postala preteška.

## Parkinsonova kritika birokracije
Oštri kritičar bujanja birokracije bio je britanski povjesničar i pisac Cyril Northcote Parkinson. On je ironično komentirao jačanje birokracije riječima; Opseg posla povećava se kako bi se ispunilo vrijeme potrebno za njegovo obavljanje. 

Dakle broj službenika i opseg posla nisu u nikakvoj vezi, već po Parkinsonu birokracija jača jer svaki birokrat želi imati što više podređenih, a oni opet svoje podređene, te tako birokracija sama sebi stvara posao, jer koordinacija njihova rada zahtijeva nove činovnike.

## Vanjske poveznice
- Bureaucracy na portalu Encyclopædia Britannica (engl.)
- Sociologija
- Birokracija